# Lonchaea polyhamata
Lonchaea polyhamata är en tvåvingeart som beskrevs av Mcalpine 1964. Lonchaea polyhamata ingår i släktet Lonchaea och familjen stjärtflugor. Inga underarter finns listade i Catalogue of Life.